# 张广勇 (1968年)
张广勇（1968年3月—），籍贯河南安阳人，生于山西洪洞县，在职研究生学历，1990年毕业于山西大学中文系汉语言文学专业，1990年8月参加工作，1994年12月加入中共。

## 简历
曾任安泽县县长，山西省环保厅副厅长，2013年3月任山西省人民政府副秘书长；2015年3月任中共吕梁市委常委、常务副市长；2017年8月任中共吕梁市委副书记；2019年9月任中共吕梁市委副书记、政法委书记。2021年1月提名为吕梁市市长。2021年2月，任吕梁市市长。2024年12月，任山西省市场监督管理局党组书记。